# Уэнсес Касарес
Венцеслао Касарес, известный также как Венсес Касарес (26 февраля 1974 года) — аргентинский предприниматель и филантроп с мировым опытом ведения бизнеса в сфере технологий и венчурного инвестирования. Генеральный директор компании-поставщика услуг биткойн-кошельков Xapo, основатель компаний Internet Argentina, Wanako Games, Patagon, Lemon Wallet и Banco Lemon. Входит в состав советов директоров PayPal и Coin Center. Ранее входил в совет директоров Kiva и Viva Trust.
Сторонник пиринговой платежной системы биткойн, которая, как он считает, окажет на мир большее влияние, чем Интернет. Часто выступая на конференциях таких как Allen & Company Sun Valley Conference, Касарес предсказал цену биткойна в 1 млн. долларов (США).

## Детство
Касарес — старший из четырех детей семьи овцеводов из Патагонии (Аргентина).  В школе он выиграл стипендию Ротари Интернешнл для учебы по обмену в Вашингтоне (Пенсильвания). В интервью USA Today Касарес заявил, что стипендия «изменила мою жизнь», а в отношении американцев отметил:  «они считают, что все возможно». Позднее, он вернулся в Буэнос-Айрес, где в течение трех лет изучал бизнес-администрирование в Университете Сан-Андреса, а затем, бросил учебу, основал в 1994 году первую в Аргентине компанию, предоставляющую услуги доступа в Интернет, Internet Argentina S.A.
В 1997 году он покинул Internet Argentina S.A. и основал аргентинскую онлайн-брокерскую компанию Patagon. Она зарекомендовала себя как ведущий портал финансовых услуг в Латинской Америке и расширила свои услуги онлайн-банкинга, охватив США, Испанию и Германию.  Позднее Patagon была приобретена испанским банком Banco Santander за 750 млн. долларов и получила название Santander Online, под которым теперь она известна во всем мире.  Среди инвесторов Patagon были Джордж Сорос, Intel, Microsoft, JP Morgan Chase и предприниматель Фред Уилсон, заявивший журналисту TechCrunch Саре Лейси, что «Касарес — один из лучших предпринимателей, которых он когда-либо поддерживал». Позже Касарес закончил программу по обучению управлению для владельцев/президентов компаний в Гарвардском университете.

## Карьера
В 2002 году Касарес основал Wanaco Games (позже — Behavior Santiago), компанию-разработчика видеоигр со штаб-квартирой в Нью-Йорке.  Wanako Games, известная благодаря выпуску игры-блокбастера Assault Heroes, в 2007 году была приобретена компанией Activision.
Также в 2002 году Касарес с партнерами основал Banco Lemon, розничный банк Бразилии для клиентов, не имеющих доступа к основным финансовым услугам.  Banco do Brasil, крупнейший банк Бразилии, приобрел Banco Lemon в июне 2009 года. Касарес был основателем и генеральным директором Lemon Wallet, платформы цифровых кошельков.  В 2013 году американская фирма LifeLock купила Lemon примерно за 43 млн. долларов США.

### Xapo
Касарес является генеральным директором Xapo, стартапа, предоставляющего услуги биткойн-кошелька, базирующегося в Пало-Алто, штат Калифорния.  Xapo считается крупнейшим хранилищем биткойнов в мире. Полагают, компания держит криптовалюту (приблизительно на 10 млрд. долларов) в подземных хранилищах на пяти континентах, в том числе и в бывшем швейцарском военном бункере. Ведущие венчурные компании Кремниевой долины вложили в Xapo 40 млн. долларов.  По информации Quartz, Касарес, широко известный как “нулевой BTC пациент”, лично убедил Билла Гейтса, Рида Хоффмана и других ветеранов Кремниевой долины инвестировать в биткойн.

## Благотворительность
В 2011 году Касарес входил в состав жюри премии Cartier Women's Initiative Awards. Являлся участником «Класса 2017 года» Henry Crown Fellows в Глобальной сети лидеров Института Аспена.  Он также регулярно посещает ежегодные встречи Всемирного экономического форума в Давосе, Швейцария. Член Young Presidents Organization.  В 2010 году вместе с Пабло Бошем основал Лас-Маджадас-де-Пирк, социальный и инновационный фонд, принадлежащий Касаресу и зарегистрированный в Сантьяго, Чили.

## Личная жизнь
Женат и воспитывает троих детей. Живет с семьей в Пало-Алто, штат Калифорния. В 2004-2007 годах Касарес с семьей совершил кругосветное путешествие на своем парусном катамаране Simpatica.